# Jaden Smith
 Der er for få eller ingen kildehenvisninger i denne artikel, hvilket er et problem. Du kan hjælpe ved at angive troværdige kilder til de påstande, som fremføres i artiklen.

Jaden Christopher Syre Smith (født 8. juli 1998) er en amerikansk skuespiller, rapper og danser.
Smith fik sit filmgennembrud i filmen The Pursuit of Happyness og rappergennembrud i sangen "Never Say Never". Smith har også medvirket i andre film som f.eks. The day the earth stood still og Justin Bieber Never say never.
Smith har et meget tæt forhold til Justin Bieber. De laver hjemmeprojekter sammen. De har indtil videre lavet to singler sammen ud over Never Say Never. Thinkin' Bout You som er et cover af Frank Oceans sang. De har også lavet nytårssangen Happy New Years. Sangene er kun udgivet på YouTube.

## Karriere
Smith havde sin filmdebut i 2006, hvor han medvirkede i filmen The Pursuit of Happiness. For rollen vandt han awarden for bedste gennembrud performance til 2007 MTV Movie Awards.
Til 79th Academy Awards modtog Jaden awarden for bedste animeret Short og for bedste live action Short sammen med den nomineret skuespiller Abigail Breslin.
I 2010 optrådte Smith som hovedrollen af genindspilningen af The Karate Kidsammen med Jackie Chan. 
Inden The Karate Kid kom i biograferne, indspillede Smith sangen Never Say Never med den canadiske sanger Justin Bieber, hvori Smith rapper. Sangen blev et kæmpe hit og er også blevet brugt til dokumentar-filmen af Justin Bieber "Never Say Never".

## Privatliv
Smith er søn af skuespilleren Will Smith og sangerinden Jada Pinkett Smith. Smiths lillesøster, Willow Smith, er sanger, skuespiller og danser, og har udgivet singlen Whip My Hair og 21st century girl. Jaden har medvirket i og rappet i titelsangen til The Karate Kid (2010), Never say never, sunget af Justin Bieber. Jaden har også været med i et afsnit af "Zack og Codys søde hotelliv": det afsnit hedder Romancing the phone.
Smith er født i byen Malibu, Californien, men bor nu i Calabasas, Los Angeles, Californien.
Smith er sammen med sin søster ambassadører for Project Zambia i samarbejde med Hasbro selskabet, som hjælper forældreløse børn i Afrika, der er ramt af AIDS. Smith er afroamerikaner og har mere fjerntliggende Portugesisk-Jødisk, Vest Indisk og Creole aner fra hans mors side.
Smith har datede "Keeping Up With The Karadishain"-stjernen Kylie Jenner.

## Singler
- Never Say Never – Justin Bieber & Jaden Smith (2010)
- Thinkin' Bout You – Justin Bieber & Jaden Smith (2011)
- Happy New Years – Justin Bieber & Jaden Smith (2012)
- Flame Just Cuz – Jaden Smith (2012)
- Give It To 'Em – Jaden Smith (2012)
- Gonzoes – Jaden Smith (2012)
- Pumped Up Kicks (Like Me) – Jaden Smith (2012)
- Shakespeare – Jaden Smith (2012)
- Starry room IIWII – Jaden Smith (2012)
- The Coolest – Jaden Smith (2012)
- Find You Somewhere – Jaden Smith, Willow Smith & AcE (2012)
- Fairytale – Justin Bieber & Jaden Smith (2012)
- The Worst (Remix) - Jhené Aiko feat. Jaden Smith (2013)
- 5 - Willow Smith feat. Jaden Smith (2014)